# تخصيم

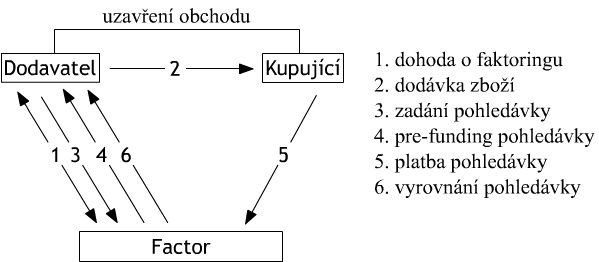

التخصيم هو معاملة مالية تبيع فيها الشركة ديونها المستحقة (فاتورة) لطرف ثالث (يسمى عامل) بسعر مخفض في مقابل الحصول على أموال فورية لتقوم بأعمالها. ويختلف التخصيم عن القرض البنكي في ثلاثة أشياء. أولاً، يكون التركيز على قيمة المستحقات (الأصول المالية) ، وليس سمعة الشركة المالية. ثانياً، لا يُعد التخصيم قرضاً—ولكنه شراء للأصول المالية. وأخيراً، يشمل القرض البنكي طرفين، في حين يشمل التخصيم ثلاثة أطراف.